# الرحامنة أولاد عزي (تندرارة)
الرحامنة أولاد عزي هي إحدى مشيخات المملكة المغربية، تتبع جغرافيا لإقليم فكيك وإداريًا لتندرارة. يقدر عدد سكانها بـ 866 نسمة حسب الإحصاء الرسمي للسكان والسكنى لسنة 2004.